# Perelhal
Perelhal is een plaats (freguesia) in de Portugese gemeente Barcelos en telt 2 100 inwoners (2001).